# Roberto Eggers

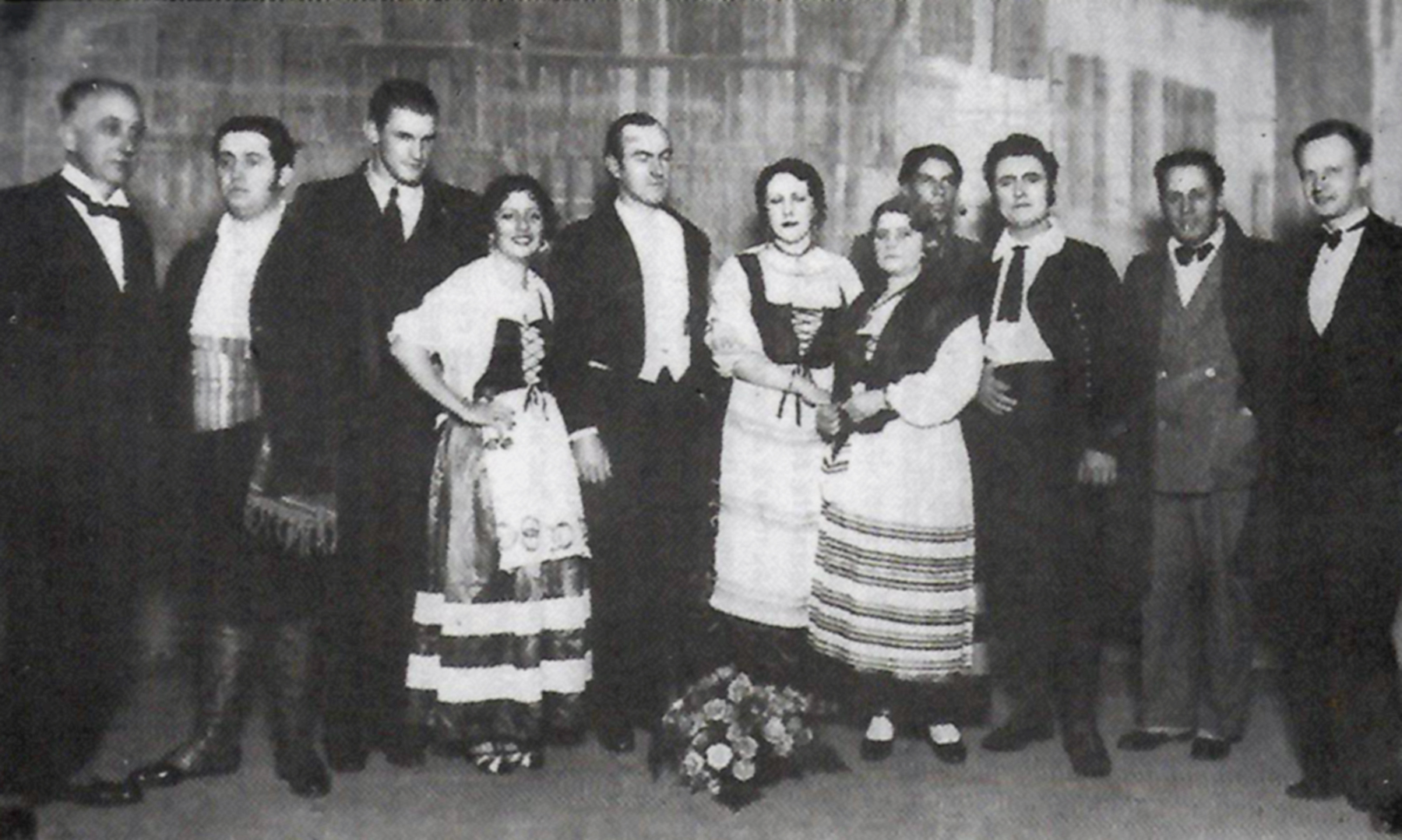
Membros do Orfeão Rio-Grandense envolvidos na apresentação da ópera Cavalleria Rusticana na temporada de 1934. Da esquerda para a direita: Antonio Porcello, João Gomes Falcão, o maestro Léo Schneider, Maria Helena Leão, o maestro Roberto Eggers, Olga de Siqueira Pereira, Conchita Frasca, Demófilo Xavier, Ruggiero Micheletto, não identificado, e o presidente Renaud Jung.

Francisco Roberto Eggers (Porto Alegre, 18 de dezembro de 1889 - 14 de julho de 1984) foi um compositor, maestro e professor brasileiro.
Começou a estudar piano com quatro anos, sendo aluno de Eugênia Masson, e mais tarde estudou flauta. Dirigiu o Orfeão Rio-Grandense  e foi Diretor Musical das Rádios Gaúcha e Farroupilha. Compôs entre 1934 e 1936 uma das primeiras óperas gaúchas, Farrapos, com libreto de Manuel Joaquim Faria Corrêa, estreada no Theatro São Pedro no ano de sua conclusão. Atuou como regente nesse teatro por várias vezes.

## Obras
Entre suas obras se destacam:
- Farrapos (ópera)
- Missões (ópera)
- Trilha sonora para o filme Parque da Redenção, de Alberto do Canto
- Trilha sonora para o filme Rio Guaíba, de Alberto do Canto
- A Noite de Natal (poema sinfônico)
- Suíte para Flauta e Piano